# Nizahon
Nizahon est une localité de l'ouest de la Côte d'Ivoire et appartenant au département de Guiglo, Région du Moyen Cavally. La localité de Nizahon est un chef-lieu de commune.